# Косинські гербу Равич

Герб Равич.

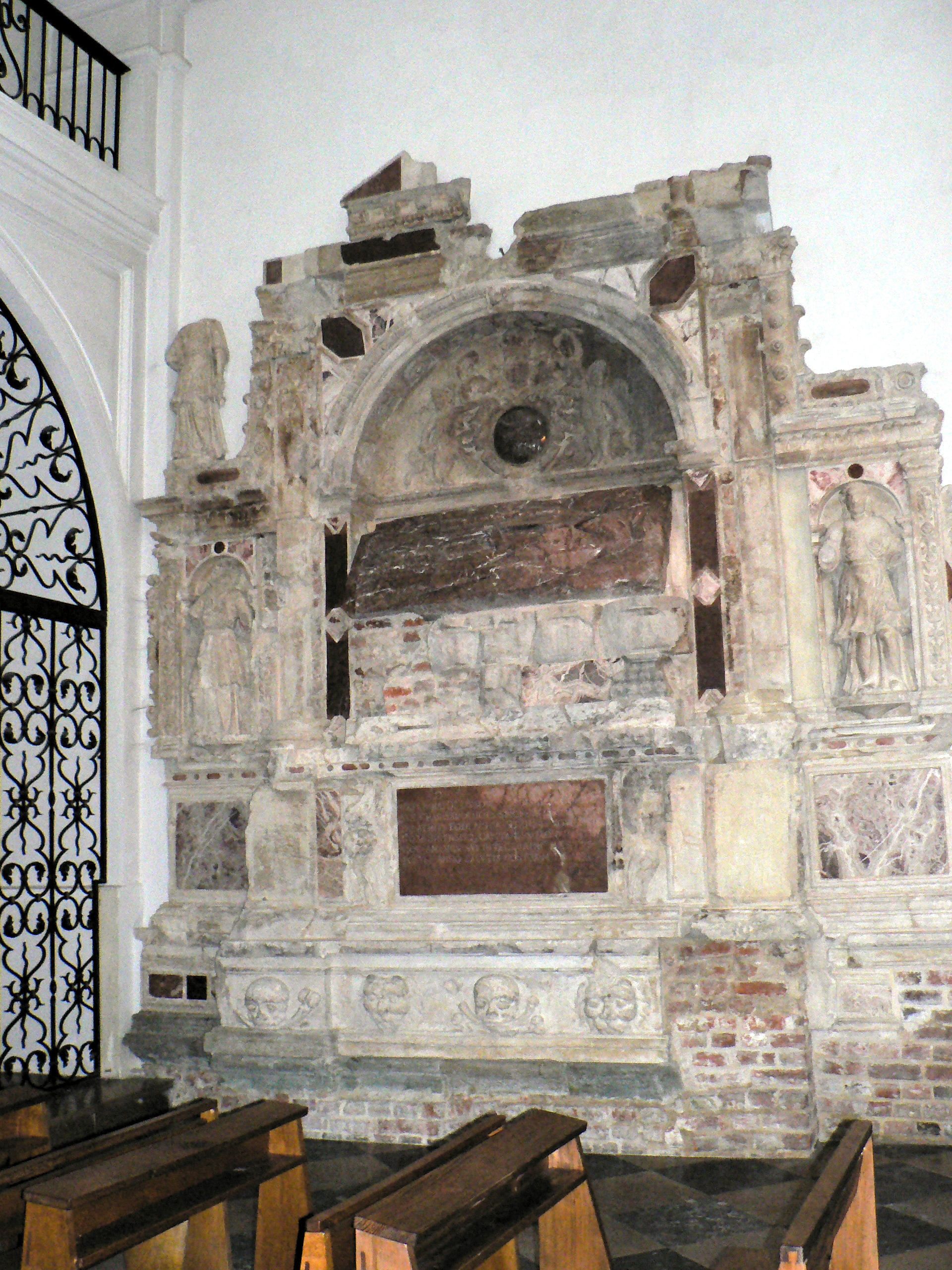
Надгробок Катерини з Косинських Оссолінської, Варшава

Коси́нські гербу Равич (пол. Kosińscy, Kossińscy, Koseińscy) — шляхетський рід Корони Польської. Походили з села Косянки Белзького повіту Підляського воєводства.

## Особи
І
- Ленарт (? — ?) — королівський дворянин; 1511 року отримав від Сигізмунда під Дорогичином млин[2]. Дідич на Лісові (1539—1541).
- Михайло (? — ?) — отримав від короля московські землі[2].
- Олексій (? — ?)

II
- Адам (? — бл. 1574[3]) — найстарший син Ленарта, дідич на Лісові й Телак; 1547 року здобув маєток Довойний; каштелян підляський (1569)
- :Анна Ірикович.
- Фелікс (?—?) — син Ленарта.
- Лев Косинський (?—?) — син Ленарта.
- :Варвара Лящ, донька Миколая Ляща.
- Станіслав Косинський (?—?) — син Ленарта.
- Миколай Косинський (? — ?) — син Ленарта.
- Павло Косинський (? — ?) — син Ленарта.
- Серафин (? — ?) — син Олексія; отримав від дядька Михайла московські землі, які король підтвердив 1533 року[2].

ІІІ
- Катерина (? — ?) — донька Адама, дружина Водинського, мазовецького воєводи Станіслава Криського, сандомирського воєводи Яна Збігнева Оссолінського (1555—1623)[4]
- Адам Косинський (? — ?) — син Адама; дідич на Лісові, господар Сарнак, Макарків, Сморклевичів; земський писар дорогочинський (1556–1571); дорогочинський посол (1569); королівський маршалок 1570 року.
- Каспар (? — ?) — син Лева; дідич на Бриках, поборець Дорогочинський (1598)
- Криштоф (1545 — травень 1593)) — син Лева; козацький ватажок, організатор повстання Косинського. Згідно з актами Любельського трибуналу 1591 року — майор низових козаків.